# Augsburgs stift

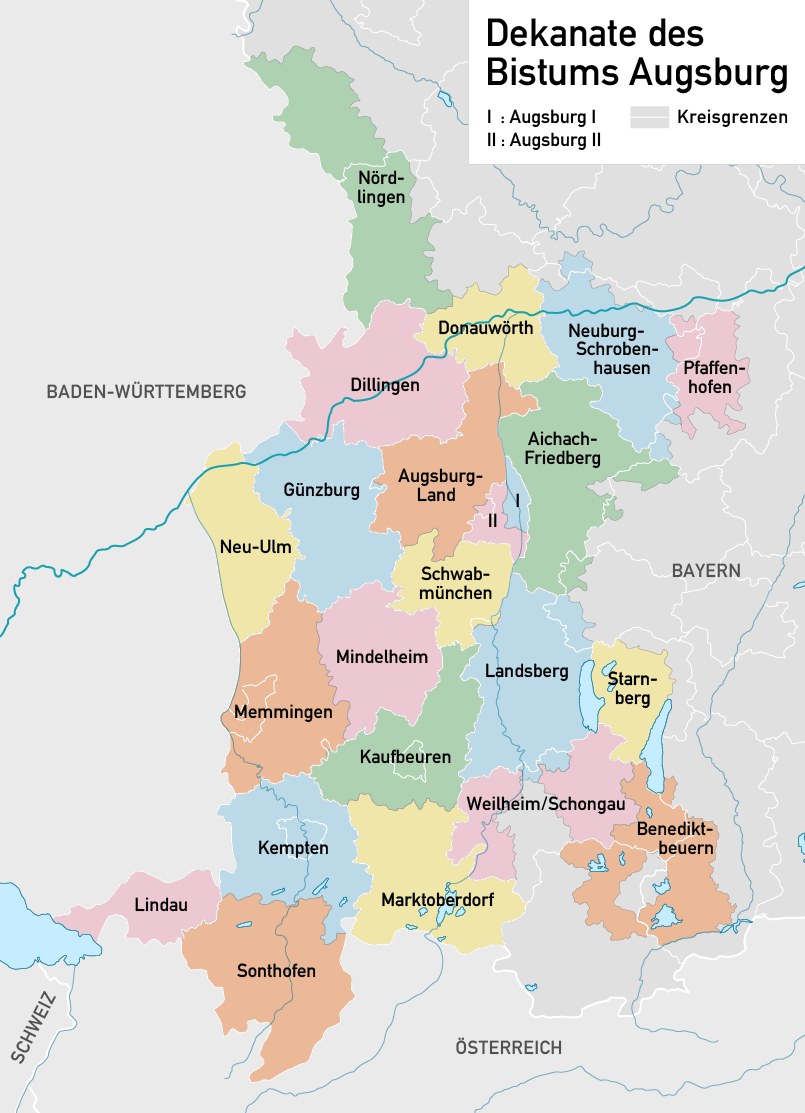
Karta över dekanaten i Augsburgs stift.

Augsburgs stift (latin: Dioecesis Augustanus Vindelicorum, tyska: Bistum Augsburg) är ett av tjugo katolska stift i Tyskland. Det tillhör München och Freisings kyrkoprovins. Biskop är Konrad Zdarsa.